# Ropička
Ropička je 918 m vysoká hora tvořící součást Ropické rozsochy v severní části Moravskoslezských Beskyd. Nachází se na rozhraní kastastrů obcí Komorní Lhotka, Řeka a Morávka v okrese Frýdek-Místek. Na vrcholu se nachází geodetická triangulační tyč a 160 m jihovýchodně od něj v nadmořské výšce 895 m stejnojmenná chata.

## Chata Ropička
160 m jihovýchodně se nachází stejnojmenná turistická chata, která byla vybudována v roce 1924 na místě původní chaty z let 1911 až 1913 postavené polským klubem PTT Beskid, která však v noci z 3. na 4. dubna 1918 do základů vyhořela. Vzhledem k politické situaci oné doby vystavěl tento spolek novou chatu na jiném místě (Velký Stožek) a pozemek zakoupil Klub československých turistů ve Slezské Ostravě, která zde vybudovala chatu novou (základní kámen položen 25. 5. 1924, slavnostní otevření 5. 10. 1924).
V roce 1950 byla chata začleněna do tehdejší státem organizované tělovýchovné jednoty, a později pod různé spolky a podniky, které si zde vytvořily svá rekreační střediska, veřejnosti většinou nepřístupná.
Po roce 1990 chata opět často měnila majitele a stále více slouží soukromým účelům než okolo procházejícím turistům.

## Přístup
Na samotný vrchol vede pouze neznačená lesnická cesta vedoucí od turistické chaty na Ropičce (vzdálenost asi 160 m). Chata Ropička je však velmi dobře přístupná po pěších turistických trasách i po cyklostezce.
- Trasa z obce Komorní Lhotka: z náměstí v obci po modré turistické značce k rozcestníku Komorní Lhotka, Odnoha, poté po zelené turistiké značce až k turistické chatě Ropička (délka 7,2 km).
- Trasa z obce Morávka: od rozcestníku Morávka, bus vede modrá turistická trasa KČT přímo k chatě Ropička (délka 3,5 km).
- Trasa z obce Řeka: od rozcestníku Řeka, střed po žluté turistické trase KČT na sedlo Pod Ropičkou, odtud po zelené k turistické chatě Ropička (délka 3 km).
- Hlavní hřebenová trasa: okolo chaty Ropička vede červeně značená turistická trasa od chaty na Malé Prašivé (vzdálené 6 km) ke Kolářově chatě Slavíč (vzdálené 11 km).
- cyklostezka 6083 vedoucí z obce Komorní Lhotka do Třince-Karpentné.